# Костас Слукас
Константинос Костас Слукас (грч. Κωνσταντίνος "Κώστας" Σλούκας; Солун, 15. јануар 1990) грчки је кошаркаш. Игра на позицијама плејмејкера и бека, а тренутно наступа за Панатинаикос.

## Клупска каријера
Сениорску каријеру је почео у екипи Олимпијакоса, за чији први тим је дебитовао у сезони 2008/09. Као млад играч није имао велику минутажу у прве две сезоне, а од трофеја је освојио један Куп Грчке. За сезону 2010/11. је позајмљен Арису. Након тога се вратио у Олимпијакос и у наредне четири сезоне је освојио две Евролиге (2012, 2013), један Интерконтинентални куп и две титуле првака Грчке.
У јулу 2015. прелази у Фенербахче. У турском клубу проводи наредних пет сезона и током тог периода осваја једну Евролигу (2017), док је два пута поражен у финалу овог такмичења (2016, 2018). У домаћим такмичењима је освојио три титуле првака Турске, као и три трофеја у Купу и два у Суперкупу Турске. У јулу 2020. се вратио у Олимпијакос. Три године касније прешао је у Панатинаикос са којим је освојио Евролигу у сезони 2023/24. и проглашен је за најкориснијег играча финалног турнира, а потом је са "зеленима" освојио и титулу првака Грчке где је био проглашен за најкориснијег играча финала плеј-офа у дуелима са својим бившим клубом.

## Репрезентација
Са млађим репрезентативним категоријама Грчке је освојио пет медаља. Са селекцијом до 18 година је освојио прво сребрну медаљу на Европском првенству 2007, да би наредне године на истом такмичењу освојио златну медаљу. На Светском првенству за играче до 19 година је освојио сребро 2009. године. Са селекцијом до 20 година  је на Европском првенству дошао до злата 2009. и сребра 2010. године.
За сениорску репрезентацију Грчке је наступио на пет Европских првенстава — 2011, 2013, 2015, 2017. и 2022, као и на два Светска првенства — 2014. и 2019. године.

## Успеси

### Клупски
- Олимпијакос:
  - Евролига (2): 2011/12, 2012/13.
  - Интерконтинентални куп (1): 2013.
  - Првенство Грчке (4): 2011/12, 2014/15, 2021/22, 2022/23.
  - Куп Грчке (3): 2010, 2021/22, 2022/23.
  - Суперкуп Грчке (1): 2022.

- Фенербахче:
  - Евролига (1): 2016/17.
  - Првенство Турске (3): 2015/16, 2016/17, 2017/18.
  - Куп Турске (3): 2016, 2019, 2020.
  - Суперкуп Турске (2): 2016, 2017.

- Панатинаикос:
  - Првенство Грчке (1): 2023/24.
  - Куп Грчке (1): 2025.
  - Евролига (1): 2023/24.

### Репрезентативни
- Европско првенство до 18 година:  2007,  2008.
- Светско првенство до 19 година:  2009.
- Европско првенство до 20 година:  2009,  2010.

### Појединачни
- Најкориснији играч фајнал фора Евролиге (1): 2023/24.
- Идеални тим Евролиге — прва постава (1): 2018/19.
- Идеални тим Евролиге — друга постава (2): 2021/22, 2023/24.
- Најкориснији играч Првенства Грчке (2): 2014/15, 2021/22.
- Најкориснији играч финала Првенства Грчке (2): 2021/22, 2023/24.
- Најкориснији играч финала Купа Грчке (1): 2025.
- Прва постава Првенства Грчке (3): 2014/15, 2021/22, 2022/23.
- Друга постава Првенства Грчке (2): 2011/12, 2013/14.